# 詹姆斯·特梅爾科夫斯基
詹姆斯·特梅爾科夫斯基（James Temelkovski，1998年4月26日—） 生於澳洲，澳洲足球運動員，司職前鋒，現時效力香港超級聯賽球會大埔。

## 球員生涯

### 出道
添姆高夫斯基出身自悉尼聯青年軍，隨後在低組別聯賽作賽。後來他加入澳職球隊西悉尼流浪者。

### 大埔
2025年7月20日，大埔宣佈添姆高夫斯基加盟球隊。

## 外部連結
- Soccerway資料庫：詹姆斯·特梅爾科夫斯基
- James Temelkovski